# برج گرمه‌ای
برج گرمه‌ای مربوط به دوره قاجار است و در راور، خیابان گلزار، کوچه ۱۲، پلاک ۲۰ واقع شده و این اثر در تاریخ ۲ مرداد ۱۳۸۷ با شمارهٔ ثبت ۲۳۱۳۱ به‌عنوان یکی از آثار ملی ایران به ثبت رسیده است.